# Dwayne Cowan
Dwayne Cowan (Londra, 1º gennaio 1985) è un velocista britannico.

## Palmarès
| Anno                                  | Manifestazione          | Sede       | Evento      | Risultato  | Prestazione | Note                                     |
| ------------------------------------- | ----------------------- | ---------- | ----------- | ---------- | ----------- | ---------------------------------------- |
| In rappresentanza della Gran Bretagna |                         |            |             |            |             |                                          |
| 2017                                  | Mondiali                | Londra     | 400 m piani | Semifinale | 45"96       |                                          |
| 2017                                  | Mondiali                | Londra     | 4×400 m     | Bronzo     | 2'59"00     | Miglior prestazione personale stagionale |
| 2018                                  | Europei                 | Berlino    | 400 m piani | Semifinale | 45"45       | Miglior prestazione personale stagionale |
| 2018                                  | Europei                 | Berlino    | 4×400 m     | Argento    | 3'00"36     | Miglior prestazione personale stagionale |
| 2019                                  | World Relays            | Yokohama   | 4×400 m     | 5º         | 3'04"96     |                                          |
| 2021                                  | World Relays            | Chorzów    | 4×400 m     | Batteria   | 3'10"63     |                                          |
| In rappresentanza dell' Inghilterra   |                         |            |             |            |             |                                          |
| 2018                                  | Giochi del Commonwealth | Gold Coast | 400 m piani | Semifinale | 46"06       |                                          |
| 2018                                  | Giochi del Commonwealth | Gold Coast | 4×400 m     | Batteria   | dnf         |                                          |

## Altre competizioni internazionali
2017
- Oro agli Europei a squadre ( Lilla), 400 m piani - 45"46